# Tạp văn
Tạp văn là những tác phẩm văn tiểu phẩm có nội dung chính trị, có tác dụng chiến đấu mạnh mẽ. Tạp văn được hình thành tại Việt Nam vào khoảng những năm 1900. Đó là những bài luận văn ngắn, giàu tính luận chiến, thường xoay quanh một số vấn đề xã hội, văn hóa, chính trị... Đặc điểm chung của tản văn là ngắn gọn, linh hoạt, đa dạng; phản ứng một cách nhanh nhạy, kịp thời trước những vấn đề bức xúc của xã hội với những ý kiến đánh giá rõ ràng và sắc sảo.
Người đi tiên phong trong sáng tác tạp văn có thể kể đến Tản Đà, Nguyễn Văn Vĩnh, Nguyễn Bá Trác... Tạp văn là những sáng tác văn xuôi được viết bằng chữ Quốc ngữ và chủ yếu in trên báo chí sau tuyển chọn in thành tập.